# Andrzej Zaucha
Andrzej Zaucha (* 1967 Zakliczyn) je novinář a spisovatel literatury faktu, od 1997 korespondent v Moskvě, nejprve Gazety Wyborcze a v současné době rozhlasové stanice RMF FM.
Zaucha je absolvent Fakulty žurnalistiky a politických věd Jagellonské univerzity v Krakově. Proslavil se reportážemi z Ruska, hlavně z Čečenska a Sibiře. Jeden z nejznámějších polských rozhlasových novinářů. Autor významné knižné reportáže Moskva. Nord-Ost vydané v roce 2003, věnované dodnes neobjasněnému útoku teroristů na moskevské Divadlo na Dubrovke v říjnu 2002.